# Telefe Santa Fe
Canal 13 de Santa Fe, operando comercialmente como Telefe Santa Fe, es un canal de televisión abierta argentino afiliado a Telefe que transmite desde la ciudad de Santa Fe. El canal se llega a ver en todo el Gran Santa Fe, Gran Paraná y zonas aledañas.[cita requerida] Es operado por Paramount Global a través del Grupo Telefe.

## Historia

### Adjudicación y primeras décadas
El 14 de abril de 1964, mediante el Decreto 2661, el Poder Ejecutivo Nacional adjudicó a la empresa Televisora Santafesina S.A. (en ese entonces en proceso de formación y conformada por 12 personas) una licencia para explotar la frecuencia del Canal 13 de la ciudad de Santa Fe, capital de la provincia homónima.
En enero de 1966, se comenzó a construir la planta transmisora del canal, la cual se ubicaría en la localidad de Recreo con el objetivo de lograr mayor propagación hacía la zona norte de la provincia. Cuando comenzaron las transmisiones experimentales el 31 de enero, la torre era de 70 metros; sin embargo para el inicio de transmisiones regulares, la misma alcanzaría los 200 metros de altura.
La licencia finalmente inició sus transmisiones regulares el 13 de marzo de 1966 como LT 82 TV Canal 13 Santa Fe de la Vera Cruz.
En 1968, Canal 13 comenzó a recibir la programación de los canales de televisión de Buenos Aires en directo vía cable coaxil. Previamente, la recibía con aproximadamente una semana de retraso.
El 11 de mayo de 1973, mediante el Decreto Sintetizado 4282, el Poder Ejecutivo Nacional autorizó el ingreso a Televisora Santafesina (licenciataria de Canal 13) de Marcos Bobbio, José Luis Bobbio y Jorge Bobbio.
En enero de 1980, Canal 13 empezó a emitir programas en color de forma experimental (en ese entonces entre las 2:00 y las 4:00); mientras que el 25 de mayo de ese mismo año, la emisora comenzó a transmitir en color de forma regular.
El 12 de noviembre de 1982, mediante el Decreto 1207 (publicado el 17 de noviembre), el Poder Ejecutivo Nacional renovó la licencia conferida del Canal 13.
El 10 de mayo de 1983, mediante la Resolución 249, el Comité Federal de Radiodifusión autorizó a la Comuna de Villa Minetti a instalar una repetidora de la emisora de esa localidad, asignándole el canal 7 en la banda de VHF.
El 18 de febrero de 1986, mediante la Resolución 126, autorizó a la Comuna de Josefina a instalar una repetidora de la emisora en esa localidad, asignándole el canal 5 en la banda de UHF; sin embargo, el 27 de marzo de 1987 (a través de la Resolución 154), le asignó el canal 62 en la banda de UHF.

### Creación de Telefe y venta a Atlántida
El 21 de septiembre de 1989, el presidente Carlos Menem dispuso por decreto la privatización de los Canales 11 y 13 de la ciudad de Buenos Aires. Una de las empresas que participó en esas licitaciones era la sociedad Televisión Federal S.A. (Telefe), que tuvo en esos momentos como uno de sus principales accionistas a Televisoras Provinciales S.A. (del cual Televisora Santafesina S.A. de Radiodifusión, la licenciataria de Canal 13, era accionista).
La licitación de Canal 11 fue ganada por la empresa Arte Radiotelevisivo Argentino (Artear), propiedad del Grupo Clarín. No obstante, debido a que también había obtenido la licencia de Canal 13, tenía que optar por uno de ellos y decidió quedarse con este último y por lo tanto, el 11 terminó en manos de Televisión Federal. La licencia se hizo efectiva el 15 de enero de 1990.
En abril de 1998, se dio a conocer que Televisoras Provinciales vendió su participación en Televisión Federal a Atlántida Comunicaciones y que 7 de las 10 empresas que lo conformaban (entre ellas Televisora Santafesina) aceptaron la oferta presentada por AtCo para quedarse con sus respectivas licencias. (siendo la transacción de esta última completada en septiembre de ese año, pasando todos los canales adquiridos, entre ellos el 13, a formar parte del Grupo Telefe). Televisora Santafesina fue absorbida en 1999 por Compañía de Televisión del Atlántico S.A. (absorbida en 2004 por Televisión Federal). La transferencia de la licencia del ocho a Telefe fue aprobada el 30 de marzo de 2017, casi 19 años después.
En octubre de 1999, mediante la Resolución 1638, la Secretaría de Comunicaciones autorizó a Canal 13 a realizar pruebas en la Televisión Digital Terrestre bajo la normativa ATSC (normativa que fue dispuesta mediante la Resolución 2357 de 1998). Para ello se le asignó el Canal 12 en la banda de VHF.

### Los años de Telefónica
El 30 de noviembre de 1999, Constancio Vigil, director general de Atlántida Comunicaciones, dio a conocer que el Grupo Telefónica (que tenía el 30% de la empresa) iba a comprar el 100% de las acciones de Telefe, 7 canales del interior (entre ellos Canal 13) y las radios Continental y FM Hit por aproximadamente U$D 530 millones. La transacción fue aprobada por la Secretaría de Defensa de la Competencia y del Consumidor el 19 de abril de 2000 y completada el 19 de mayo del mismo año.
El 30 de agosto de 2011, la Autoridad Federal de Servicios de Comunicación Audiovisual, mediante la Resolución 1030, autorizó al Canal 13 a realizar pruebas en la Televisión Digital Terrestre bajo el estándar ISDB-T (adoptado en Argentina mediante el Decreto 1148 de 2009). Para ello se le asignó el Canal 32 en la banda de UHF.

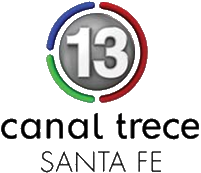
Logo utilizado por Canal 13 entre 2011 y 2018.

El 6 de diciembre de 2012, Telefe presentó su plan de adecuación voluntaria ante la Autoridad Federal de Servicios de Comunicación Audiovisual con el fin de adecuarse a la Ley de Servicios de Comunicación Audiovisual, donde propuso poner en venta los canales 7 de Neuquén y 9 de Bahía Blanca. El plan fue aprobado el 16 de diciembre (dos años después), logrando Telefónica retener 7 de los 9 canales que pertenecen al Grupo Telefe (entre ellos, el Canal 13). Sin embargo el 29 de diciembre de 2015, mediante el Decreto 267/2015 (publicado el 4 de enero de 2016), se realizaron cambios a varios artículos de la ley (entre ellos el Artículo 45, que indicaba que el licenciatario no podría cubrir con sus medios de comunicación abiertos más del 35% de la población del país); a raíz de la eliminación del porcentaje límite de cobertura nacional, Telefe ya no tendría obligación de vender los dos canales, pudiendo mantener a los 8 canales del interior en su poder. El 2 de febrero de 2016, el Ente Nacional de Comunicaciones (sucesora de la AFSCA) decidió archivar todos los planes de adecuación (incluyendo el de Telefe); como consecuencia de esto, Telefe ya no tiene obligación de vender ninguno de sus canales de televisión.
El 26 de febrero de 2015, la Autoridad Federal de Servicios de Comunicación Audiovisual, mediante la Resolución 35, le asignó a Canal 13 el Canal 29.1 para emitir de forma regular (en formato HD) en la Televisión Digital Terrestre.

### Venta a Viacom, digitalización y nueva identidad
El 3 de noviembre de 2016, se anunció que el grupo estadounidense Viacom había llegado a un acuerdo para comprar Telefe y sus canales (incluyendo el 13) por U$D 345 millones. La compra se concretó el 15 de noviembre. El ENACOM aprobó la transferencia de Telefe y sus licencias a Viacom el 30 de marzo de 2017.
El 14 de noviembre de 2018, se dio a conocer que el 21 de noviembre de ese año, a raíz de un cambio estratégico de cara al apagón analógico, los canales del Grupo Telefe en el interior (incluido el 13) iban a reemplazar su identificación comercial basada en la frecuencia analógica de la licencia por la de Telefe. Como consecuencia de este cambio, Canal 13 adoptó el nombre de Telefe Santa Fe. En simultáneo con el cambio de imagen, el 21 de noviembre mismo, la emisora santafesina se convirtió en el tercer canal del Grupo Telefe en el interior en emitir su programación en HD.
El 13 de agosto de 2019, CBS Corporation y Viacom anunciaron que llegaron a un acuerdo para fusionar sus respectivas unidades de negocio (incluyendo a Telefe y Canal 13) bajo el paraguas de la primera (que pasaría a llamarse ViacomCBS). La fusión fue completada el 4 de diciembre.

## Programación
Actualmente, parte de la programación del canal consiste en retransmitir los contenidos del Canal 11 de Buenos Aires (cabecera de la cadena Telefe).
La señal posee también programación local, entre los que se destacan Telefe Noticias (que es el servicio informativo del canal), Recreo Diario (magazine matutino) y Martín Bustamante TV (programa dedicado los sectores agrícola, ganadero e industrial).

## Telefe Noticias

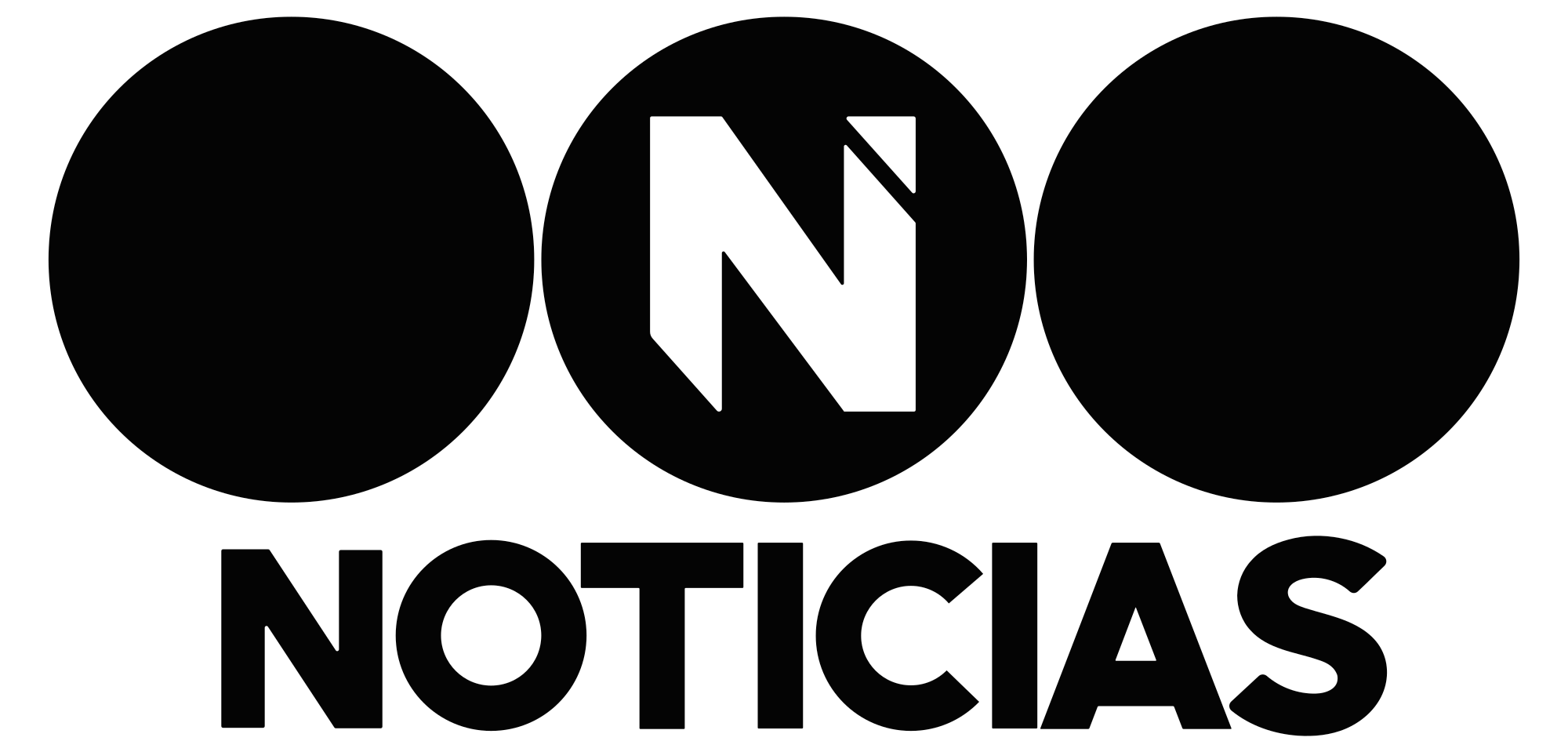
Logo utilizado por Telefe Noticias desde 2018.

Es la versión local del noticiero porteño del mismo nombre para el Gran Santa Fe. Su primera emisión fue el 14 de marzo de 1966 bajo el nombre de Notitrece. Actualmente, posee dos ediciones que se emiten de lunes a viernes (a las 13:00 y a las 20:00). Además, desde el 6 de abril de 2024 emite Buen Telefe, que es el noticiero de la mañana que tiene el canal, junto a Telefe Rosario. 
El 21 de noviembre de 2018, como parte del cambio en la imagen institucional de las señales del interior de Telefe, el servicio informativo de Canal 13 cambió su nombre por el de Telefe Noticias.

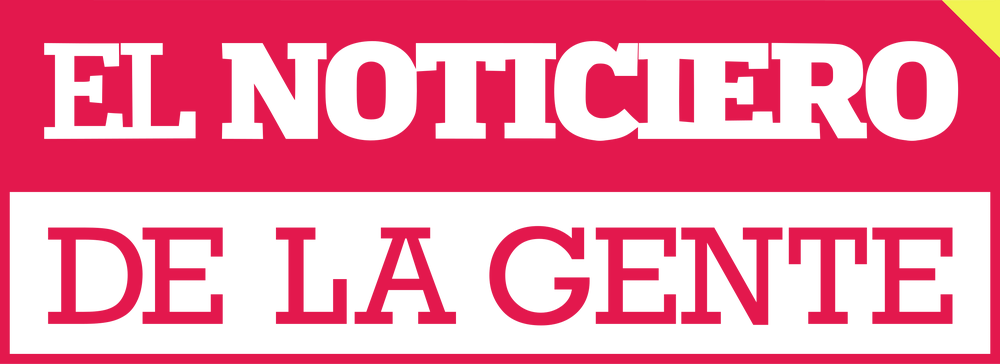
Logo utilizado en la primera edición desde 2023.

En 2022, la primera edición pasó a llamarse El noticiero de la gente, adoptando el mismo nombre que el noticiero del mediodía de la cadena Telefe.

## Repetidoras
Para el 2013, Canal 13 contaba con 4 repetidoras en el centro-norte de la Provincia de Santa Fe; sin embargo, estas actualmente se encuentran fuera de servicio y, algunas de ellas, fueron desmanteladas.
| Canal | Localización de las repetidoras |
| 6     | Ceres                           |
| 2     | San Cristóbal                   |
| 8     | San Javier                      |
| 4     | Suardi                          |